# Liste der Kulturdenkmäler in Eußerthal
In der Liste der Kulturdenkmäler in Eußerthal sind alle Kulturdenkmäler der rheinland-pfälzischen Ortsgemeinde Eußerthal aufgeführt. Grundlage ist die Denkmalliste des Landes Rheinland-Pfalz (Stand: 14. August 2023).

## Einzeldenkmäler
| Bezeichnung                     | Lage                                               | Baujahr                           | Beschreibung | Bild                           |
| ------------------------------- | -------------------------------------------------- | --------------------------------- | --- | ------------------------------ |
| Wandnische                      | Am Krauseberg, an Nr. 2 Lage                       | 1618                              | Renaissancenische mit Löwenköpfen, bezeichnet 1618 | Fotos hochladen                |
| Spolie                          | Endelstraße, an Nr. 4 Lage                         | 1624                              | Schlussstein, Wappenstein, bezeichnet 1624 | Fotos hochladen                |
| Friedhofskreuz                  | Friedhofstraße, auf dem Friedhof Lage              | Anfang des 19. Jahrhunderts       | Friedhofskreuz, Fünfwundentypus, Sandstein, Anfang des 19. Jahrhunderts | Fotos hochladen                |
| Hofanlage                       | Haingeraidestraße 46 Lage                          | 1834                              | Einfirstanlage; Krüppelwalmdachbau, bezeichnet 1834 | Fotos hochladen                |
| Protestantische Kirche          | Haingeraidestraße 52 Lage                          | 1901/02                           | neugotischer Sandsteinquaderbau, 1901/02 | weitere Bilder Fotos hochladen |
| Grabstein                       | Hauptstraße, an Nr. 12 Lage                        | 1416                              | gotischer Grabstein, bezeichnet 1416 | BW                             |
| Klostermühle                    | Hauptstraße 35 Lage                                | 19. Jahrhundert                   | ehemalige Klostermühle; langgestreckter Krüppelwalmdachbau, 19. Jahrhundert; zwei Knospenkapitelle der Klosterkirche, um 1250; ehemaliger Bogenstein, bezeichnet 1779 (Bild)                                                                                 | Fotos hochladen                |
| Katholisches Pfarrhaus          | Hauptstraße 40 Lage                                | 1550                              | eingeschossiger, im Kern spätgotischer Bau bezeichnet 1550 (Bild), barocke Überformung bezeichnet 1769; zugehörig ummauerte Gärten, Spitzbogenpforte, Spolien vom ehemaligen Kloster                                                                         | Fotos hochladen                |
| Schulhaus                       | Kirchstraße 2 Lage                                 | 1759                              | ehemalige Schule; eingeschossiger spätbarocker Krüppelwalmdachbau, bezeichnet 1759 | Fotos hochladen                |
| Katholische Kirche St. Bernhard | Kirchstraße 14 Lage                                | um 1200                           | ehemalige Zisterzienserklosterkirche; spätromanische Pfeilerbasilika (vom Langhaus nur das östliche Doppeljoch erhalten), Quaderbau, Fenster teilweise spätgotisch verändert; spätgotische Gewölbeansätze von Kreuzgang und Konventsbauten, um 1200 bis 1264 | weitere Bilder Fotos hochladen |
| Spolien                         | Klostergasse, an Nr. 3 Lage                        | erste Hälfte des 13. Jahrhunderts | spätromanische Spolien, erste Hälfte des 13. Jahrhunderts: zwei Schlusssteine, Kreuzrelief | Fotos hochladen                |
| Spolie                          | Klostergasse, an Nr. 13 Lage                       | 13. Jahrhundert                   | Konsolstein, 13. Jahrhundert | Fotos hochladen                |
| Kaltenbrunnen                   | nördlich des Ortes; Distrikt Im Lauberstal Lage    | 1887                              | Brunnenhaus über Treppe, klassizierender Sandsteinquaderbau, bezeichnet 1887 | Fotos hochladen                |
| Sanatorium Eußerthal            | nordöstlich des Ortes Lage                         | 1905/28                           | drei- bis viergeschossiges Hauptgebäude; gotisierende Kapelle mit Zwiebeldachreiter von 1928; Direktorenvilla, Walmdachbau, um 1930; an der Zufahrt Pförtnerhaus mit Pyramidendach; eineinhalbgeschossige gründerzeitliche Nebengebäude                      | weitere Bilder Fotos hochladen |
| Wasserbehälter                  | nordwestlich des Ortes; Distrikt Im Dürrental Lage | 1893                              | kubischer Bossenquaderbau, Flachdach, bezeichnet 1893 | Fotos hochladen                |